# 帛金
帛金，又稱奠儀、香奠、楮敬、紙敬、賻儀，是汉字文化圈的传统丧礼仪式，指致贈死者家屬的現金、財物，閩南、臺灣俗稱「白包」，「白包」是以白色封套取義，馬來西亞、新加坡稱為白金，日本稱為「香典」，朝鮮半島稱為「賻儀（부의）」、「弔慰金（조의금）」。

## 簡介
|                               | 喪事有賵。賵者蓋以馬，以乘馬束帛。車馬曰賵，貨財曰賻，衣被曰襚。 |
| ——公羊高，春秋公羊傳‧隱公元年 |                                                                  |

|                   | 賵者何？喪事有賵者，蓋以乘馬束帛輿馬曰賵，貨財曰賻，水被曰襚，口實曰唅，玩好曰贈。知生者賻賵，知死者贈襚；贈襚所以送死也，賻賵所以佐生也。 |
| ——劉向，說苑‧修文 | |

儒家傳統重視喪禮，弔唁者會饋贈財物，一則對逝者聊表心意，二者也輔助喪家生活。饋贈財物依其種類不同，有不同稱呼，古代籠統總稱為「賵」，現代則以饋贈金錢為主，以「奠儀」、「賻儀」、「帛金」等泛稱。「奠」是「祭拜」之意，「賻」是「以金錢助人辦喪事」之意，「楮」、「紙」是紙錢之意。「楮敬」或「紙敬」則是指「用現金代替紙錢，敬奉死者。」
大多先放置於封套內，並於封套上書明「XXX先生（女士）千古」、「弔」、「輓」等字樣，以表示哀戚。

## 金額

### 港澳广东
广东人喪禮時送上帛金的金額，通常是在整數以外加上一元，以單數作結，例如101元。
亦有在整數以外加上八元。按照傳統習俗，親友參加喪禮都會收到由亡者家屬送出、內含一元硬幣及糖果的吉儀。 一旦親友送出的帛金是整數，扣除吉儀內的一元，尾數便為九，導致喪事「長長久久」不吉利之意。因此，便要特別在帛金內加入八元，以便扣除吉儀內的一元後，不會以九字作結。此外尾數八元也可取其偶數是因為「發」與「白」是諧音，有「白髮歸離」的意思， 寄望將來「好事成雙」。
帛金信封的範例格式:
上款: 輓 xx 仙遊
下款: xxx 敬輓
上款: 悼 x 府 yy 先生/女士千古
下款: xxx 敬輓
上款: 悼 x 公 yy 先生千古
下款: xxx 敬輓
上款: x 媽 yy 夫人 仙逝
下款: xxx 敬輓

### 台灣
台灣喪葬的「奠儀」，又稱「白包」，雅稱「紙敬」，有別於好事成雙，金額是以新台幣百位數的單數。例如：500，700，900，1100，1300，1500，1700，1900，2100，2300元……等。

### 日本
日本人的「香典」金額，會避免奇數的紙幣數量，金額多為單數字頭如10000、5000等，紙幣數和金額都忌用3（諧音「慘」）、4（諧音「死」）、9（諧音「苦」）。